# Isla Bougainville (Malvinas)
La isla Bougainville (inglés: Lively Island) es una isla de América del Sur en el archipiélago de las islas Malvinas. Está situada a una distancia corta al este de la costa oriental de la isla Soledad. En la isla existe una pequeña granja de cría de ovejas.
La isla es administrada por el Reino Unido como parte del territorio de ultramar de las Islas Malvinas y es reclamada por la República Argentina, que la hace parte del Departamento Islas del Atlántico Sur dentro de la provincia de Tierra del Fuego, Antártida e Islas del Atlántico Sur.
A lo largo del siglo XIX, varios especies de roedores habían viajado a las Malvinas en los cascos de las naves. Estos animales son peligrosos para los pájaros pequeños que habitan el territorio. Sin embargo, aunque otras islas han tenido este problema, la isla Bougainville es la más grande en el archipiélago que no tiene ratas ni ratones.

## Toponimia
En español y en la cartografía oficial argentina, la isla recibe el nombre de Bougainville en homenaje al explorador y navegante francés Louis Antoine de Bougainville.
Por su parte, en inglés y en la cartografía oficial británica, se la denomina Lively Island (isla animada).

## Historia
Durante la guerra de las Malvinas, el 23 de mayo de 1982, se libró un combate naval menor en el estrecho que separa la isla Boungainville de la isla Soledad, entre el ARA Monsunen de la Argentina y las fragatas británicas HMS Brilliant y HMS Yarmouth.